# Jan van Galen
Jan van Galen lub Johan van Galen (ur. 1604 w Essen, zm. 23 marca 1653) – holenderski admirał.
Walczył z Hiszpanami podczas wojny osiemdziesięcioletniej, awansując w 1630 na kapitana, a w 1635 na regularnego kapitana (ordinaris-kapitein). W roku 1645 jako kontradmirał walczył pod wodzą admirała Witte de With przeciwko Danii. W roku 1650 wycofał się ze służby, ale w związku z wybuchem I wojny angielsko-holenderskiej już 13 lipca 1652 roku poproszono go, by przyjął naczelne dowództwo nad holenderską flotą na Morzu Śródziemnym. Wypłynął 3 sierpnia docierając do Livorno 1 września. Podczas bitwy pod Livorno, w której jego flota zniszczyła część floty angielskiej na Morzu Śródziemnym, został śmiertelnie ranny. Pocisk działowy roztrzaskał prawą nogę poniżej kolana. W ogniu walki dokonano pod pokładem amputacji i, jakby nic się nie stało, van Galen ponownie zajął się dowodzeniem w czasie bitwy. Zmarł w Livorno po upływie 10 dni. W dowodzonej przez niego flocie służył młody kapitan Cornelis Tromp. Van Galenowi urządzono uroczysty pogrzeb w katedrze amsterdamskiej (Nieuwe Kerk). Pochowany został w marmurowym grobie z wypisaną w roku 1656 inskrypcją:
W tym szacownym grobie spoczywa dzielny Van Galen,
Który jako pierwszy tak wiele skarbów pozyskał od króla Hiszpanii,
Następnie mając Lwie Serce w pobliżu toskańskiej plaży,
Doścignął brytyjskie okręty, po czym zdobył lub spalił je wszystkie
Hier leit in t'Graf van Eer den dapperen Van Galen,
Die eerst ging buit op buit Kastiliën afhalen,
En, met een Leeuwenhert, nabij 't Toskaensche strant,
De Britten heeft verjaegt, verovert en verbrandt.
Jego nazwiskiem nazwano szereg okrętów holenderskich, m.in. niszczyciele z 1928 roku i z 1942 roku.